# Paul Tandou
Paul Tandou,dit Vieux Paul, né le 13 juillet 1947 et mort le 15 novembre 2023, est un footballeur international congolais (RC) des années 1960 et 1970.

## Palmarès

### En club
| - CARA Brazzaville - Coupe des clubs champions africains - Vainqueur : 1974. |

### En sélection
| - République du Congo - Jeux africains - Vainqueur : 1965. |  | - République populaire du Congo - Coupe d'Afrique des nations de football - Vainqueur : 1972. |